# Campeonato Peruano de Fútbol de 1912
El Campeonato Peruano de Fútbol de 1912, denominado como «I Campeonato de la Liga Peruana de Football 1912», fue la 1.ª edición de la Primera División del Perú y la 1.ª edición realizada por la ADFP. Se desarrolló entre el 5 de mayo y 8 de septiembre de 1912, con la participación de ocho equipos de Lima y Callao bajo el sistema de todos contra todos en dos ruedas. 
El campeón fue Lima Cricket. Además, los cricketeros jugaron el primer partido oficial de fútbol en el Perú en el que golearon a Sport Vitarte por 6-1.
Su organización estuvo a cargo de la Liga Peruana de Foot Ball (LPFB), actualmente Asociación Deportiva de Fútbol Profesional (ADFP)
Diversas fuentes aseguran que el inglés Noa Lee, jugador del Lima Cricket, fue el goleador del torneo y el primer ganador del botín de oro en la historia del futbol peruano, sin embargo esto no ha sido confirmado oficialmente por la Federación Peruana de Fútbol.

## Historia
En el mes de febrero de 1912, unos dirigentes del Sporting Miraflores (bajo la gestión del Sr. Eduardo Fry) invitaciones a distintas instituciones deportivas tanto de la ciudad de Lima como del Callao y de los balnearios adyacentes a la ciudad (Chorrillos, Miraflores, Barranco, etc.). En dichas misivas, los dirigentes del club miraflorino proponían crear una organización que agrupara a todos los clubes y equipos practicantes del fútbol para que se realizara competiciones deportivas oficiales para sus asociados.
Se realizó una primera reunión el 15 de febrero de ese mismo año, asistiendo a esta reunión los directivos o delegados de los siguientes clubes: Lima Cricket and FBC de Magdalena, Jorge Chávez N.º 1 de Lima, Association FBC de Lima, Sport José Gálvez de La Victoria, Sport Alianza de La Victoria, Atlético Peruano del Rimac, Unión Miraflores Sporting Club de Miraflores, Sport Independencia de Barranco y José Gálvez de Lima.
En dicha reunión, realizada en las instalaciones del Miraflores, se realizó la fundación de la Liga peruana y la elección de la primera Junta Directiva que presidiría dicha competencia, siendo elegido como Primer Presidente el sr. H.G. Redshaw dirigente del Club Lima Cricket y debido al éxito de esta primera reunión, se cursó una segunda invitación para una nueva reunión para el día 27 de febrero de ese mismo año.
Rápidamente, otros clubes se enteraron de esta reunión y decidieron participar y la mayoría de los clubes provenientes del puerto del Callao (entre ellos el Atlético Chalaco) nunca respondieron a ninguna de las dos invitaciones. El Unión Cricket, uno de los primeros clubes en iniciar las actividades deportivas futbolísticas en el Perú, ya estaba inactivo en ese periodo, por lo que sus representantes declinaron en participar. Fue una verdadera lástima que el club pionero del fútbol peruano no participara en el primer torneo oficial de Clubes de Futbol Peruano.
Como aumentó el número de Clubes participantes, se decidió dividir el torneo en dos categorías: Primera y Segunda división, donde los clubes que se ubicaban últimos en Primera División, descendían a la categoría inmediata inferior del año 1913 y los clubes que se ubicaban en los primeros puestos en Segunda División, ascendían a la máxima categoría del año siguiente. Los criterios de división de categoría, no satisfizo a los dirigentes de algunos clubes, como al Sport José Gálvez de la Victoria y del José Gálvez de Lima, los cuales decidieron no tomar parte del torneo.
La Segunda División 1912 reunió a los nueve clubes restantes: Atlético Grau No.1, Unión Miraflores, Sport Lima, Carlos Tenaud Nº 1, Carlos Tenaud Nº 2, Jorge Chávez N.º 2, Atlético Peruano, Sport Libertad Barranco, y Sport Magdalena y donde esta Categoría de la liga peruana se mantuvo vigente hasta 1921.
Todos estos clubes, fueron agrupados en Dos Categorías como fue la idea original, 08 Clubes en Primera y 08 Clubes en Segunda. Los Campos deportivos donde se jugaría esta primera edición de la Liga fueron muy pocos, siendo la de mayor uso el Campo de Santa Beatriz, ubicada en la zona comprendida entre la Avenida 28 de julio y el Estadio Nacional. 
Sin embargo, como toda competición novel la 1.ª División de la Liga Peruana de Futbol no estuvo ajena a problemas. El Club Escuela Militar de Chorrillos se retiró del torneo en la segunda fecha, debido a problemas administrativos y deportivos donde la Dirección de la Escuela no quería comprometer su imagen ni su prestigio ante los hinchas y a través de una nota de prensa publicada en el diario El Comercio de junio de 1912, el club militar anunciaba su abandono definitivo del torneo. 
También descendió de categoría el Club Sport Vitarte por méritos deportivos.
En el ámbito futbolístico, al final del torneo el primer puesto quedó empatado entre los clubes Lima Cricket y  Association FBC, sin embargo, las bases determinaban que en caso de empatar el primer puesto, se tomaba en cuenta el enfrentamiento entre ambos clubes, donde el club de Magdalena venció por 1 -0 y 5 - 0 respectivamente, obteniendo el título de Campeón el Lima Cricket and Football Club y obteniendo el trofeo Escudo Dewar.

## Equipos participantes
| Club                          | Ciudad            | Fundación |
| ----------------------------- | ----------------- | --------- |
| Association F.B.C.            | Cercado, Lima     | 1897      |
| Escuela Militar de Chorrillos | Chorrillos, Lima  | 1904      |
| Jorge Chávez N.º1             | Cercado, Lima     | 1910      |
| Lima Cricket                  | Magdalena, Lima   | 1859      |
| Miraflores Sporting Club      | Miraflores, Lima  |           |
| Sport Alianza                 | La Victoria, Lima | 1901      |
| Sport Inca                    | Rímac, Lima       | 1908      |
| Sport Vitarte                 | Ate, Lima         | 1904      |

## Tabla de posiciones
El primer puesto de la tabla fue empatado por los clubes Lima Cricket y Association F.B.C. respectivamente y la definición del título lo dispuso la dirigencia de la Liga Peruana de Futbol de acuerdo a sus bases formuladas. No existe un archivo de resultados de los encuentros futbolísticos del torneo, la información obtenida de los diarios de esos años es escasa.
| Pos. | Equipo                        | PTOS     |
| ---- | ----------------------------- | -------- |
| 1º   | Lima Cricket                  | 12       |
| 2º   | Association F.B.C.            | 12       |
| 3º   | Jorge Chávez Nº1              | 9        |
| 4º   | Sport Alianza                 | 9        |
| 5º   | Miraflores Sporting           | 7        |
| 6º   | Sport Inca                    | 4        |
| 7º   | Sport Vitarte                 | 3        |
| 8º   | Escuela Militar de Chorrillos | Retirado |

|  |          |
|  | Campeón  |
|  | Descenso |

|                        |
| Campeón Nacional       |
| Lima Cricket 1º título |
|                        |

## Resultados

### Fecha 1
| Equipo 1                      | Resultado | Equipo 2            |
| ----------------------------- | --------- | ------------------- |
| Lima Cricket                  | 6–1       | Sport Vitarte       |
| Association F.C.              | 0–1       | Sport Inca          |
| Jorge Chávez N.º 1            | 2–0       | Sport Alianza       |
| Escuela Militar de Chorrillos | 0–2       | Miraflores Sporting |

### Fecha 2
| Equipo 1            | Resultado | Equipo 2      |
| ------------------- | --------- | ------------- |
| Miraflores Sporting | 1–0       | Sport Vitarte |
| Sport Alianza       | 1–0       | Sport Inca    |

### Fecha 3
| Equipo 1     | Resultado | Equipo 2   |
| ------------ | --------- | ---------- |
| Lima Cricket | 2–0       | Sport Inca |

### Fecha 4
| Equipo 1         | Resultado | Equipo 2     |
| ---------------- | --------- | ------------ |
| Association F.C. | 0–1       | Lima Cricket |

## Curiosidades
- El abandono de la Escuela Militar de Chorrillos es el único del cual se tiene notificación vía impresa. El resto de abandonos en los siguientes años, no se guarda ningún registro más que las memorias de aquella época.

- Alianza Lima (anteriormente Sport Alianza) es el único de los equipos fundadores de la Liga que continúa participando en la Primera División. El resto de clubes juegan en sus ligas distritales o han desaparecido.

- Existieron dos clubes con el nombre José Gálvez. El primero, fundado en el Cercado de Lima, en 1908. El segundo, el Sport José Gálvez, del distrito de la Victoria, fundado en 1907. Ambos son instituciones y equipos diferentes.

## Nota
- La Liga Peruana de Football en todas sus categoría, no era la única liga de fútbol en la capital.
- A partir de 1915 al 1920, se fueron creando y entrando en vigencia otras ligas de fútbol como: La Liga de Balnearios, Liga Deportiva Chalaca, La Liga de la Asociación Amateur y la Liga de la Federación Sportiva Nacional.